# لاين روبرتس
لاين روبرتس (بالإنجليزية: Iain Roberts)‏ هو متزلج صدري نيوزلندي، ولد في 16 مايو 1979 في ليتشفيلد في المملكة المتحدة.

## وصلات خارجية
- لاين روبرتس على موقع IBSF (الإنجليزية)
- لاين روبرتس على موقع اللجنة الأولمبية الدولية (الإنجليزية)
- لاين روبرتس على موقع أوليمبيديا (الإنجليزية)
- لاين روبرتس على موقع اللجنة الأولمبية النيوزيلندية (الإنجليزية)